# Jonas Pflug
Jonas Pflug (10 mei 1992) is een Duits langebaanschaatser en woonachtig in Berlijn. Pflug staat bekend als een allrounder met een voorkeur voor de langere afstanden. Zo won hij op 12 december 2015 tijdens de wereldbekerwedstrijden in Heerenveen de 5000 meter in de B-groep. Pflug zal in januari 2016 deelnemen aan zijn derde EK Allround in Minsk.

## Persoonlijk
Jonas Pflug is in 2018 getrouwd met schaatsster Bente Pflug.

## Persoonlijke records
| Afstand     | Tijd     | Datum            | Baan    |
| ----------- | -------- | ---------------- | ------- |
| 500 meter   | 37,82    | 21 november 2015 | Berlijn |
| 1000 meter  | 1.13,05  | 24 oktober 2015  | Inzell  |
| 1500 meter  | 1.50,41  | 6 december 2015  | Inzell  |
| 3000 meter  | 3.48,60  | 17 oktober 2015  | Inzell  |
| 5000 meter  | 6.27,05  | 5 december 2015  | Inzell  |
| 10000 meter | 13.41,57 | 27 oktober 2013  | Inzell  |

## Resultaten
| Jaar | EK Allround             | WK Afstanden               | WK Junioren                |
| ---- | ----------------------- | -------------------------- | -------------------------- |
| 2010 |                         |                            | 12e 5000m 5e achtervolging |
| 2011 |                         |                            | 13e 5000m 8e achtervolging |
|      |                         |                            |                            |
| 2014 | NC28 (27e, 25e, -, -)   |                            |                            |
| 2015 | NC17 (19e, 10e, 17e, -) | 19e 5000m 8e achtervolging |                            |
| 2016 | NS2 (21e, NS, -, -)     |                            |                            |